# Scey (Fluss)
Der Scey ist ein Fluss in Frankreich, der in der Region Bourgogne-Franche-Comté verläuft. Er entspringt im Gemeindegebiet von Marvelise, entwässert anfangs in nordwestlicher Richtung, schwenkt dann nach West bis Südwest und mündet nach rund 20 Kilometern bei Villersexel als linker Nebenfluss in den Ognon. 
Auf seinem Weg durchquert der Scey die Départements Doubs und Haute-Saône.

## Orte am Fluss
- Marvelise
- Gémonval
- Secenans
- Granges-la-Ville
- Mignavillers
- Senargent-Mignafans
- Villersexel